# Metopius baibarensis
Metopius baibarensis är en stekelart som beskrevs av Tohru Uchida 1930. Metopius baibarensis ingår i släktet Metopius och familjen brokparasitsteklar. Inga underarter finns listade i Catalogue of Life.